# 神戸交通センタービル
神戸交通センタービル（こうべこうつうセンタービル）は、神戸市中央区に建設された複合施設である。

## 概要
県道21号線とフラワーロード（県道30号線）の交わる三宮交差点の北西の角の部分に立地している。
飲食店、医療施設、銀行、オフィス、旅行会社、地下街（以下さんちか）などで構成されている。また、2階でJR・阪急の三ノ宮駅・神戸三宮駅に、さんちかを通じて各線三宮駅に接続している。
1代目の神戸交通センタービルは1964年4月に着工され1965年10月に竣工した。現在とは違い、地下1階・地上9階のビルであった。しかし、1995年1月17日、阪神・淡路大震災が発生し、その影響で当ビルも五階部分が座屈倒壊。営業を一旦休止する事となった。
復興工事は1996年6月より行われた。幸いな事に2階より下の部分は大きなダメージが無かったため、3階より上を一旦取り壊し、2階の上に8層を積み上げる工法を取り、費用をなるべく抑える事になり、1997年7月に竣工。現在の地下1階・地上10階のビルとなった。
復興の際のコンセプトは「希望の船出」。その名の通り現在のビルは10階からペントハウスにかけては船のデッキを、東南のコーナーは舳先を、避雷針はマストをイメージした形状となっており、港町神戸のシンボルの一つである。
2014年度末のテナント入居率は97%、グルメプロムナードの年商が前年比99%になるなどアクセスのしやすさなどから非常に栄えている。また、事業者である神戸地下街全体で見ても、神戸交通センタービル単体で見ても黒字経営となっている

## 沿革
- 1964年（昭和39年）4月：着工。
- 1965年（昭和40年）10月：開業。
- 1995年（平成7年）1月17日：阪神・淡路大震災発生。5階部分が座屈倒壊。
- 1996年（平成8年）6月：復興工事開始。
- 1997年（平成9年）7月：竣工。
- 2005年（平成17年）4月：2階から隣接するビルとの間に歩道橋を建設。

## 施設
- 10階　グルメプロムナード
  - レストラン&BAR「燦」
  - 自然派創作料理雪月風花
- 9階　グルメプロムナード
  - 中納言神戸三宮本店
  - ステーキハウス「ZEN」
  - 地産地食ダイニング「農家 うたげ。」
- 8階
  - SUBCLi &ABCクリニック
  - さんちか名店会
  - （株）サン・サービス
  - 神戸地下街（株）
- 7階　医療センター
  - 岡本クリニック健診センター
- 6階　医療センター
  - 東京プラス歯科　矯正歯科　こうべ
  - 曽谷眼科
  - 岡本クリニック
  - 本田皮フ科
  - ぽぷら薬局
  - 宇野心療内科クリニック
- 5階
  - レジーナクリニック　神戸三宮院
  - （株）神港ジャーナル社
  - アスタッフ（株）
  - オンディーヌ神戸店
- 4階
  - 株式会社　大清社
  - the ATHENA holdings
  - 　H.I.S.　神戸本店 海外・国内旅行
  - 　H.I.S.　海外・国内リゾートウェディング専門店
  - SAPIX小学部三宮校
- 3階
  - みなと銀行三宮支店
  - みなと銀行セブンデイズプラザ
  - ECC外語学院三宮校
- 2階
  - グルメプロムナード
    - 喫茶UCCカフェプラザ

  - みなと銀行ATMコーナー
  - 伍魚福オツマミドコロ
  - 神戸市三宮証明サービスコーナー
  - SAS三洋航空サービス三ノ宮営業所
  - ＆ABC
  - 近畿日本ツーリスト三ノ宮営業所
- 1階
  - B-WAVE（オリックス･バファローズ）
  - フルラージュ（花屋）
  - ひまわりStore（宝くじ）
  - ほけん百花（保険窓口）
- 地下1階
  - さんちか（地下街）

## 建物概要
- 延床面積：11,925.08m2
- 建築面積：1,156.56m2
- 敷地面積：1,543.33m2
- 主要構造：RC
- 階数：地下1階 - 地上10階
- 駐車場：無し（センタービル内に無いだけですぐ近くには神戸市営三宮駐車場がある。）
- その他
  - ビル2階から隣接する北星ビル、神戸新交通三宮駅への歩道橋が出ているため信号待ちをせずに隣のビルへ行く事が出来る。
  - 地下1階がさんちかのため、雨天の日でも各線三宮駅から雨に濡れずに当ビルまで行く事が可能である。

## 交通機関
- 三宮町1丁目バスのりばすぐ
- 三宮駅バスのりばより徒歩約2分
- 地下鉄三宮駅前バスのりばより徒歩約2分
- JR神戸線三ノ宮駅より徒歩約2分
- 阪急神戸線阪急神戸三宮駅より徒歩約2分
- 阪神本線阪神神戸三宮駅より徒歩約3分
- 神戸新交通ポートアイランド線三宮駅より徒歩約3分
- 神戸市営地下鉄西神・山手線三宮駅より徒歩約3分
- 神戸市営地下鉄海岸線三宮・花時計前駅より徒歩約3分

## 周辺施設
- 東側
  - 神戸新交通三宮駅（歩道橋で接続）
  - 三宮駅前バスのりば
  - 神戸新聞会館（ミント神戸）
  - ダイエー神戸三宮店
  - 神戸市中央区役所
  - 神戸市勤労会館
    - 神戸市立三宮図書館

  - 神戸中央郵便局三宮分室
- 南側
  - 阪神神戸三宮駅
  - 地下鉄三宮・花時計前駅
  - 三宮町1丁目バスのりば
  - タクシー乗り場（JR中央口南　中型・小型）
  - タクシー乗り場（阪急東口前高架下　中型）
  - タクシー乗り場（阪神東口・南口）
  - 三宮オーパ
  - 神戸阪急
  - 神戸ロフト
  - 神戸国際会館
    - 神戸国際会館内郵便局

  - 神戸御幸通郵便局
  - 上新電機三宮1ばん館
  - 神戸マルイ
  - 三宮センター街
  - ヤマダ電機 LABI三宮[4][5] - 星電社によるフランチャイズ店。同社の本社も同じ場所にある。
  - 北星ビル（歩道橋で接続）
  - センタープラザ・さんプラザ
  - ユザワヤ神戸店
  - 神戸市役所
- 北側
  - 阪急神戸三宮駅
  - JR三ノ宮駅
  - 地下鉄三宮駅
  - 地下鉄三宮駅前バスのりば
  - タクシー乗り場（JR中央口北　中型）
  - 駿台予備学校神戸校
  - 代々木ゼミナール神戸校
- 西側
  - タクシー乗り場（深夜専用）
  - 生田神社
  - 神戸モスク
  - 北野工房のまち
  - 生田警察署
  - 神戸税務署
  - 駐神戸大韓民国総領事館
  - NHK神戸放送局